# هاسوبانان
هاسوبانان (به انگلیسی: Hasubanan) با فرمول شیمیایی C۱۶H۲۱N یک ترکیب شیمیایی با شناسه پاب‌کم ۶۸۵۷۴۹۹ است. که جرم مولی آن ۲۲۷٫۳۴۵ g/mol می‌باشد. 